# Felix Jacob Marchand
Felix Jacob Marchand (Halle, 22 ottobre 1846 – Lipsia, 4 febbraio 1928) è stato un patologo tedesco.

## Biografia

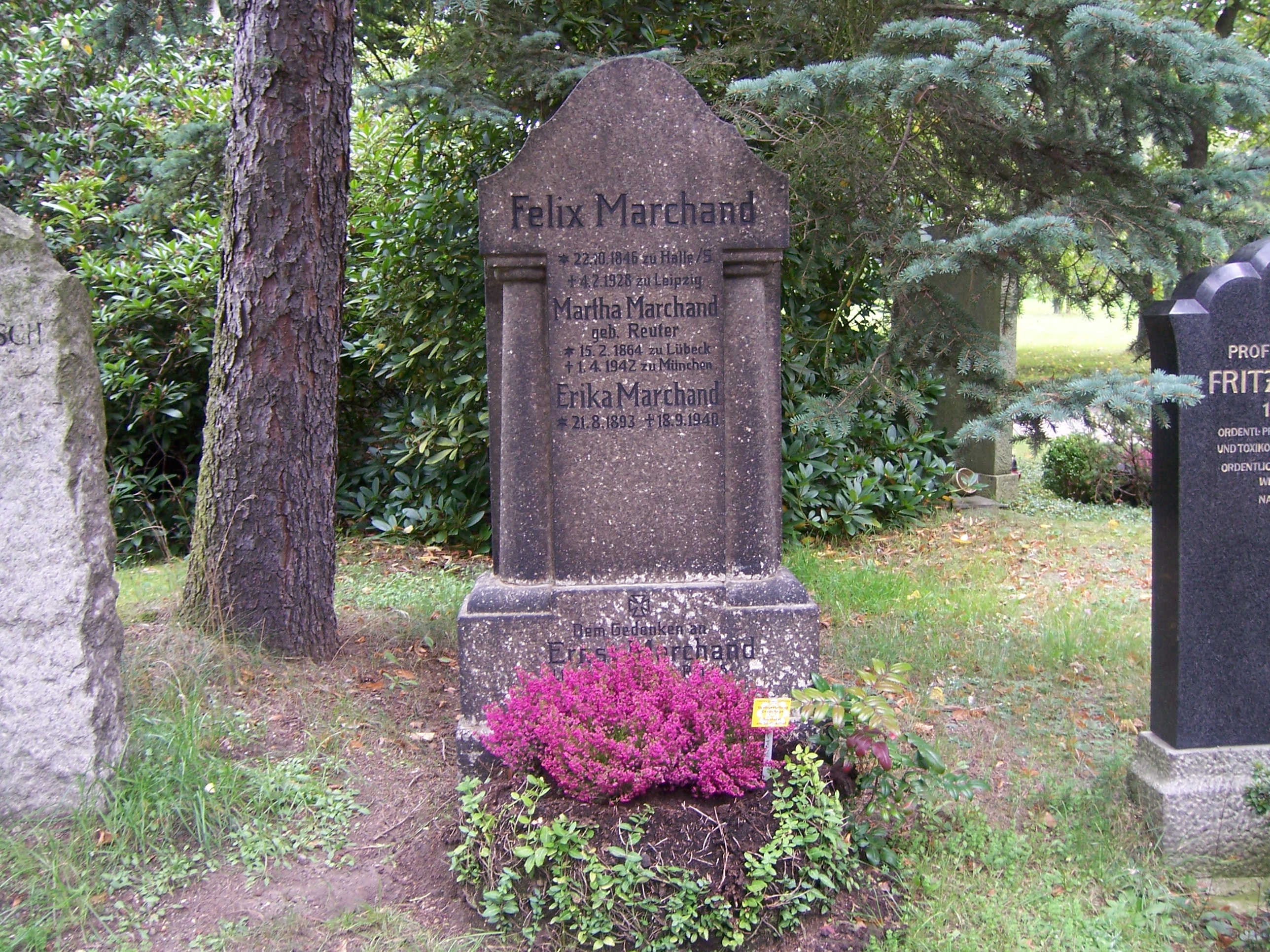
Tomba di Felix Marchand a Lipsia

Studiò medicina a Berlino e in seguito diventò assistente presso l'istituto di patologia di Halle. Nel 1881 divenne professore di anatomia patologica a Gießen e due anni dopo ottenne la stessa posizione a Marburgo. Nel 1900 successe al patologo Felix Victor Birch-Hirschfeld (1842-1899) all'Università di Lipsia.
Nel 1904 a Marchand viene attribuito il termine "aterosclerosi" dal greco "athero", che significa pappa, e "sclerosi", che significa indurimento, per descrivere una sostanza grassa all'interno di un'arteria indurita. Il suo nome è prestato all'eponimo "ghiandole surrenali di Marchand", che è un tessuto surrene accessorio nel legamento largo dell'utero.
Tra le sue opere scritte c'era un libro di quattro volumi sulla patologia, dove il coautore era Ludolf von Krehl (1861-1937), chiamato "Handbuch der allgemeinen Pathologie".